# Conus norai
Espèce
Statut de conservation UICN

 LC  : Préoccupation mineure
Conus norai est une espèce de mollusques gastéropodes marins de la famille des Conidae.
Comme toutes les espèces du genre Conus, ces escargots sont prédateurs et venimeux. Ils sont capables de « piquer » les humains et doivent donc être manipulés avec précaution, voire pas du tout.

## Distribution
Cette espèce marine est présente au large de la Guadeloupe.

### Niveau de risque d’extinction de l’espèce
Selon l'analyse de l'UICN réalisée en 2011 pour la définition du niveau de risque d'extinction, cette espèce est endémique à la Martinique. Cette espèce vit en eau profonde et bénéficie donc d'une certaine protection naturelle. Il n'y a pas de menaces connues. Cette espèce est classée dans la catégorie "préoccupation mineure".

## Taxonomie

### Publication originale
L'espèce Conus norai a été décrite pour la première fois en 1992 par les malacologistes António José da Motta (d) et Gabriella Raybaudi Massilia dans « Publicações Ocasionais da Sociedade Portuguesa de Malacologia »,.

### Synonymes
- Dauciconus norai (da Motta & G. Raybaudi Massilia, 1992) · non accepté